# Iram delle Colonne
L'Iram dei Pilastri (in arabo إرَم ذَات ٱلْعِمَاد‎?, Iram dhāt al-ʿimād), anche detta "Ubar", "Iram dalle mille colonne" o "la Città d'Ottone", è una città perduta nella Penisola Arabica.

## Tradizioni
Negli antichi scritti arabi viene citata semplicemente come Iram. Nel folclore arabo ci sono storie che la descrivono come una città mercantile nel deserto del Rubʿ al-Khālī, nel sud della Penisola Arabica. Si suppone che sia esistita dal 3000 a.C. al I secolo d.C. 
Secondo le leggende divenne favolosamente ricca grazie al commercio con i centri del Vicino Oriente. Nel 1992, in seguito a rilevamenti satellitari, un team  statunitense ha riportato alla luce i presunti resti della mitica città.
Nel Corano (sura LXXXIX, 6-8) è scritto che Iram fu punita assieme alla tribù dei Banū ʿĀd.
Secondo il folclore, il re Shaddād sfidò gli ammonimenti del profeta preislamico Ḥūd e Allah scatenò una tempesta di sabbia che cancellò la città. Le rovine sarebbero sepolte da qualche parte sotto le sabbie del Rubʿ al-Khālī. Iram divenne famosa in Occidente con la traduzione de Le mille e una notte.
Nella tradizione araba, gli Ād erano i pro-pronipoti di Nūḥ (Noè) e suoi successori (Corano, 7, 69).
Nel II secolo d.C. Claudio Tolomeo disegnò una mappa con una regione abitata da un popolo chiamato Iobaritae, ossia Ubariti, dal nome leggendario della città di Ubar.
T. E. Lawrence (Lawrence d'Arabia) si interessò ad Iram che chiamava «L'Atlantide del deserto».

## Archeologia
All'inizio degli anni ottanta un gruppo di ricercatori interessati alla storia di Iram si affidò ai sensori dei satelliti della NASA, a radar capaci di penetrare il suolo, ai dati del programma Landsat, a immagini scattate dallo Space Shuttle e ai dati del satellite SPOT, per identificare antiche vie carovaniere e scoprire dove convergessero. Le vie erano usate per il commercio dell'incenso tra il 2800 a.C. e il 100 a.C.
Nella provincia del Dhofar, in Oman, fu identificata un'area come possibile avamposto della città perduta. Un gruppo di ricercatori esplorò ripetutamente l'area. I ricercatori si fermarono presso un pozzo chiamato al-Shisa, nei pressi del quale scoprirono un sito precedentemente identificato come il forte di Shis (XVI sec.). Gli scavi portarono alla luce un insediamento anteriore e manufatti provenienti da altre regioni. Questo sito più antico era costruito sopra una caverna di calcare che poteva contenere una fonte d'acqua, rendendolo un'importante oasi lungo la via commerciale per Iram. Quando il livello dell'acqua si abbassò, la struttura si sarebbe indebolita e la caverna sarebbe crollata tra il 300 e il 500 d.C., distruggendo l'oasi.
Sono state condotte quattro campagne di scavo, tracciando la presenza storica della tribù degli ʿĀd, i presunti costruttori di Iram.